# عقاب سیاه (فیلم ۱۹۸۸)
عقاب سیاه (به انگلیسی: Black Eagle) یک فیلم اکشن آمریکایی محصول سال ۱۹۸۸ به کارگردانی اریک کارسون با بازی شو کوساگی، ژان-کلود ون دام و کین کوساگی است. این فیلم در تابستان ۱۹۸۷ در جزیره مدیترانه، مالت فیلمبرداری شد و در ۱۹ می ۱۹۸۸ در ایالات متحده اکران شد.

## داستان
یکی از پیشرفته ترین هواپیماهای نظامی آمریکا که مجهز به یک سیستم هدایت لیزری جدید است نزدیک منطقه‌ای که نیروهای شوروی در آنجا حضوری فعال دارند سقوط میکند. سی‌آی‌ای بلافاصله بهترین مامور خود “کن تامی” را اعزام می‌کند تا سیستم را قبل از افتادن به دست نیروهای دشمن بازیابی کند…

## پاسخ انتقادی
منتقدان به طور کلی استقبال متفاوتی از فیلم کردند.